# 宮崎大学の人物一覧
宮崎大学の人物一覧（みやざきだいがくのじんぶついちらん）は、宮崎大学に関係する人物の一覧記事。	

## OB・OG

### 政治

#### 知事
- 安藤忠恕 - 宮崎県知事

#### 市町村長
- 田中利明 - 佐伯市長
- 長友貞藏 - 宮崎市長、農林官僚
- 橋田和実 - 西都市長
- 宮路高光 - 日置市長、伊集院町長

### 経済
- 澤野正幸 - 実業家
- 高野瀬忠明 - 雪印メグミルク社長、雪印乳業社長・相談役、日本酪農乳業協会会長

### 労働界
- 古賀伸明 - 日本労働組合総連合会会長

### 研究者・学者
- 内田和幸 - 獣医学者（病理学）、東京大学教授、日本獣医病理学専門家協会理事長
- 大谷順 - 土木工学者、熊本大学理事・副学長、元地盤工学会会長
- 甲斐諭 - 農業経済学者、九州大学名誉教授、元中村学園大学学長、元日本農業経済学会会長
- 川田健 - 動物園キュレーター
- 塩田邦郎 - 農学・生物学者（生化学、獣医学、エピジェネティクス）、東京大学名誉教授
- 谷口泰富 - 心理学者、駒澤大学名誉教授
- 成瀬武史 - 言語学者（認知意味論、翻訳論、英語）、翻訳家、明治学院大学名誉教授、新美南吉童話賞
- 西昭徳 - 医学者（神経科学、小児科学）、久留米大学教授〔宮崎医科大学出身〕
- 西浦博 - 医学者・保健学者（理論疫学・医療管理学・衛生学）、京都大学教授
- 根井正利 - 生物学者・遺伝学者（集団遺伝学の世界的権威）、ペンシルベニア州立大学教授・分子進化遺伝学研究所所長、国際生物学賞受賞者
- 馬原鉄男 - 歴史学者（部落問題研究）立命館大学教授、立命館中学校・立命館高等学校長
- 松浦善治 - ウイルス学者、元大阪大学微生物病研究所所長、元日本ウイルス学会理事長
- 和田正広 - 歴史学者（東洋史）、九州国際大学教授
- 村田浩一

### 文学
- 石黒耀 - 医師、作家（メフィスト賞）
- 杉谷昭人 - 詩人
- 二宮ひかる - 漫画家

### マスコミ
- 榎木田朱美 - テレビ宮崎アナウンサー
- 榎木麻衣 - サンテレビジョンアナウンサー
- 児玉泰一郎 - テレビ宮崎アナウンサー
- 倉本彩 - 熊本県民テレビアナウンサー
- 住田洋 - テレビ愛媛アナウンサー
- 森田洋之 - 医師、医療経済ジャーナリスト、元鹿児島県参与

### 芸術
- 波多野睦美 - メゾソプラノ歌手

### 芸能
- いちたになな - シンガーソングライター、テゲバジャーロ宮崎スタジアムDJ
- 富田浩太郎 - 俳優
- 豊福彬文 - ダンサー、振付師
- 野田あすか - ピアニスト（中退）
- 松本竹馬 - お笑い芸人

### スポーツ
- 宇城憲治 - 空手家

## 旧制学校時代の出身者

### 師範学校出身者
宮崎師範学校（現・教育学部）
- 黒木清次 - 詩人、小説家、ジャーナリスト、宮崎日日新聞社社長、エフエム宮崎社長
- 塩月桃甫 - 洋画家
- 鳥原ツル - 教育者
- 持永義夫 - 国会議員（衆議院）、内務・厚生官僚（官選知事）

宮崎学校（宮崎師範学校の前身）
- 鈴木馬左也 - 実業家、第3代住友総理事〔宮崎学校中等部出身〕
- 横山通英 - 実業家、国会議員（衆議院）、小林村長

宮崎青年師範学校（現・教育学部）
- 堀之内砂男 - 宮崎県議会議長
- 三輪貞治 - 国会議員（参議院）、農民運動家

### 高等農林学校出身者
宮崎高等農林学校・宮崎農林専門学校（現・農学部）
- 内嶋善兵衛 - 農学者（農業気象学）、お茶の水女子大学名誉教授、宮崎公立大学学長
- 江藤隆美 - 国会議員（衆議院）、閣僚（運輸大臣、建設大臣、総務庁長官）
- 白水隆 - 昆虫学者（チョウ類の分類学）、九州大学名誉教授、日本昆虫学会会長、日本昆虫協会名誉会長
- 寺原伸夫 - 作曲家
- 平山高明 - カトリック教会司教、カトリック大分司教区長
- 渕通義 - 国会議員（衆議院）、農学者
- 山之口安秀 - 鹿児島市長

### 工業専門学校出身者
宮崎県工業専門学校 (旧制)（現・工学部）
- 黒木淳吉 - 小説家
- 中井浩 - 情報科学者、常磐大学教授
- 松本幹生 - 実業家、間組社長